# 22369 Клінґер
22369 Клінґер (22369 Klinger) — астероїд головного поясу, відкритий 18 вересня 1993 року.
Тіссеранів параметр щодо Юпітера — 3,702.
Названо на честь Макса Клінгера (1857-1920), німецького художника, графіка і скульптора, представника символізму.